# 大兴邨 (天津市)
大兴邨又称大兴村或大兴老邨，始建于1937年，坐落于当时的天津英租界的爱丁堡道（Edinburgh Road）（今和平区重庆道109-145号），目前为一般保护等级历史风貌建筑，现为住宅用房。

## 历史
大兴邨临桂林路一侧的组团建筑由建筑师阎子亨设计，另一组团建筑由建筑师雍惠民设计，并由大兴工程公司建造，并取公司的名称来命名该里弄。当时该里弄多为大兴公司的董事长、董氏家族以及大兴公司的职工居住使用，另外还有一些单元用于出租和销售。

## 建筑风格
大兴邨位于今天和平区桂林路与衡阳路之间的重庆道上，总建筑面积为5900平方米，其中占地面积为6100平方米。由六幢建筑组成，其中每三幢建筑形成一个封闭的里弄，其中的两幢临街，这两幢建筑间设有通道与重庆道相通，另一幢建筑在内部。这六幢建筑均为三层混合结构平顶楼房，外立面为硫缸砖清水墙面，其中建筑窗户的上下口位置装饰有缸砖环绕建筑砌筑砖带。建筑内部房间宽敞，布置合理，设施齐全。是一座具有现代建筑特征的里巷式建筑。

## 建筑图片

重庆道大兴老邨1-9号
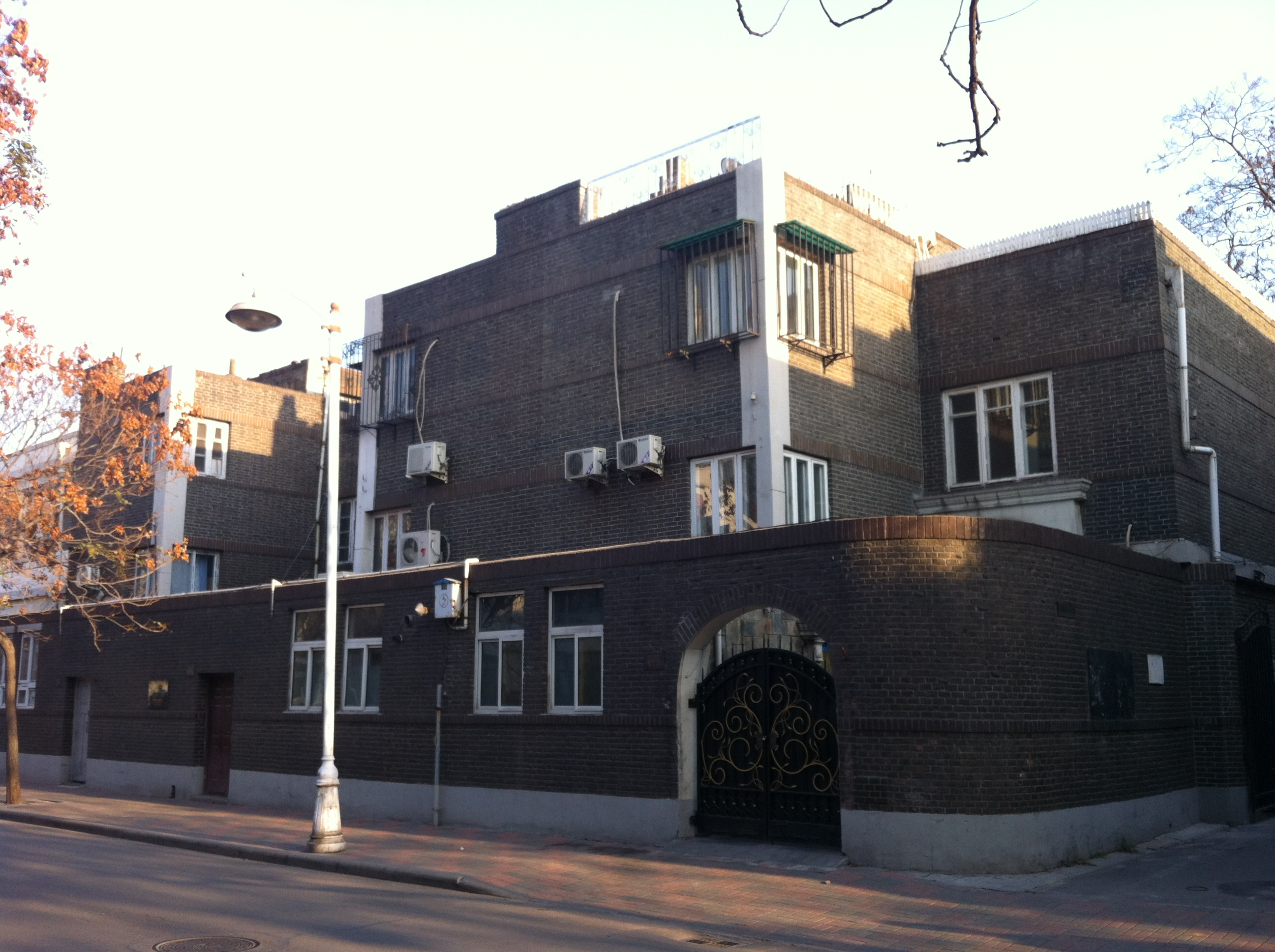
重庆道109-113号
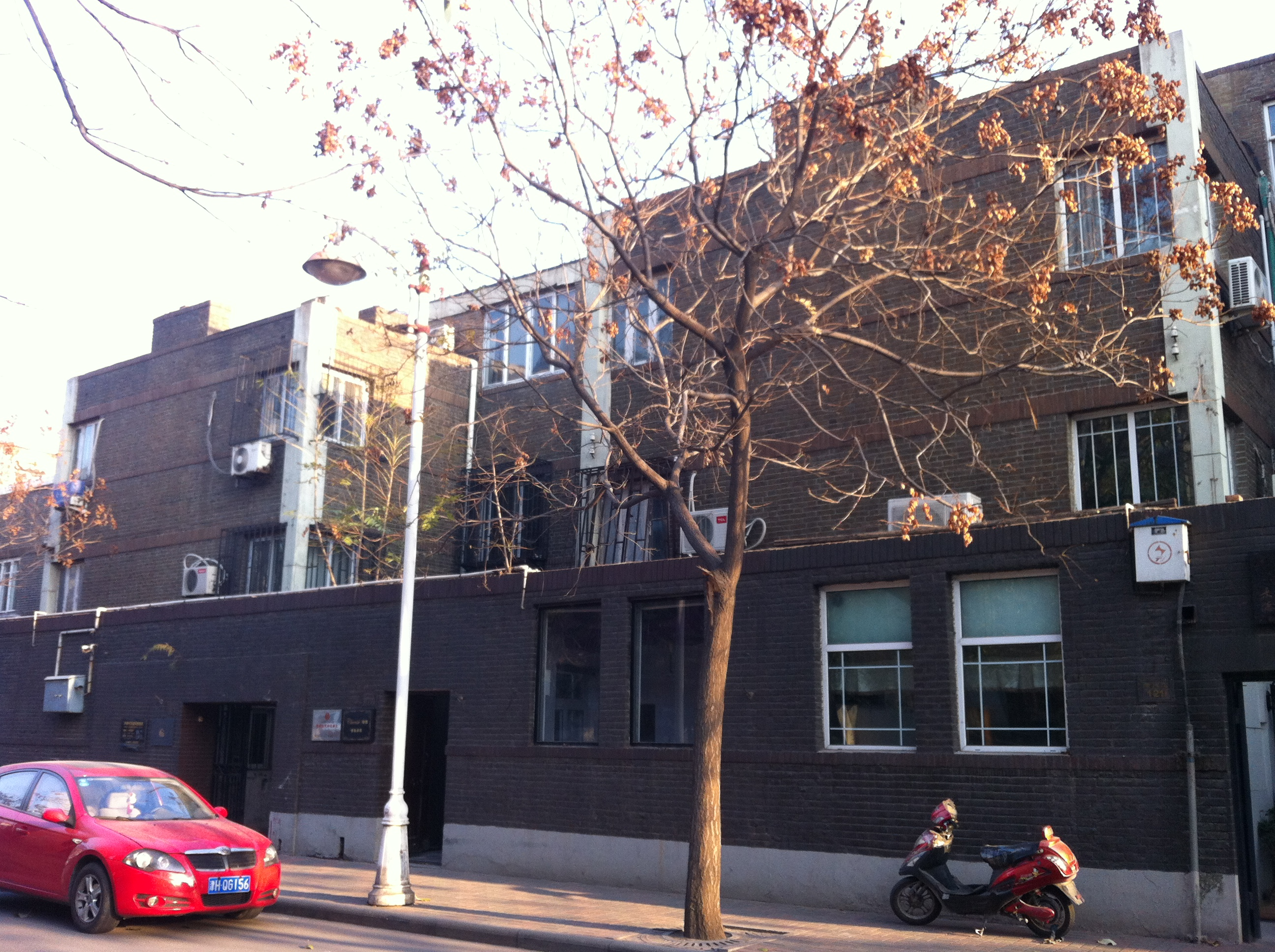
重庆道115-121号
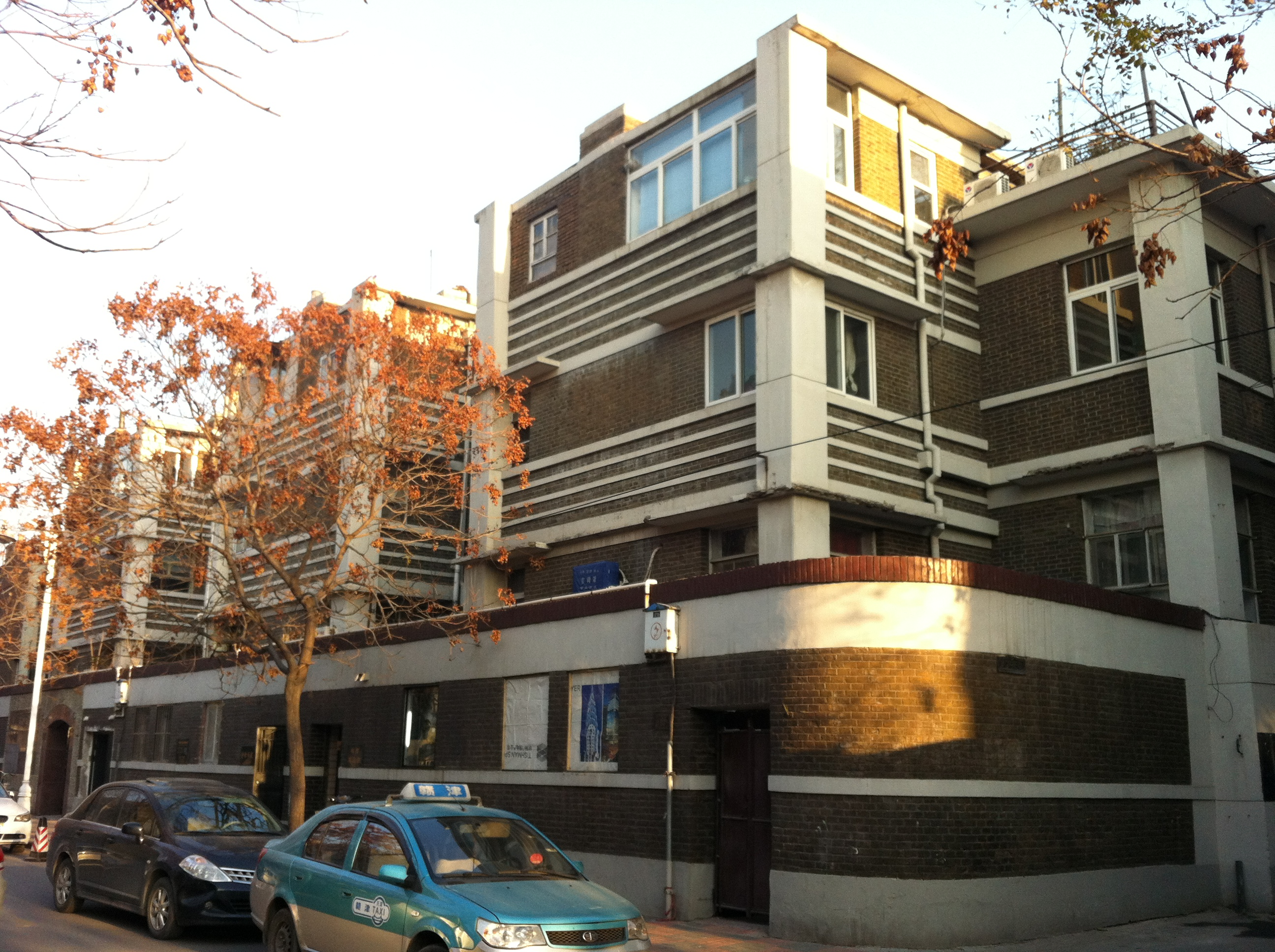
重庆道123-133号
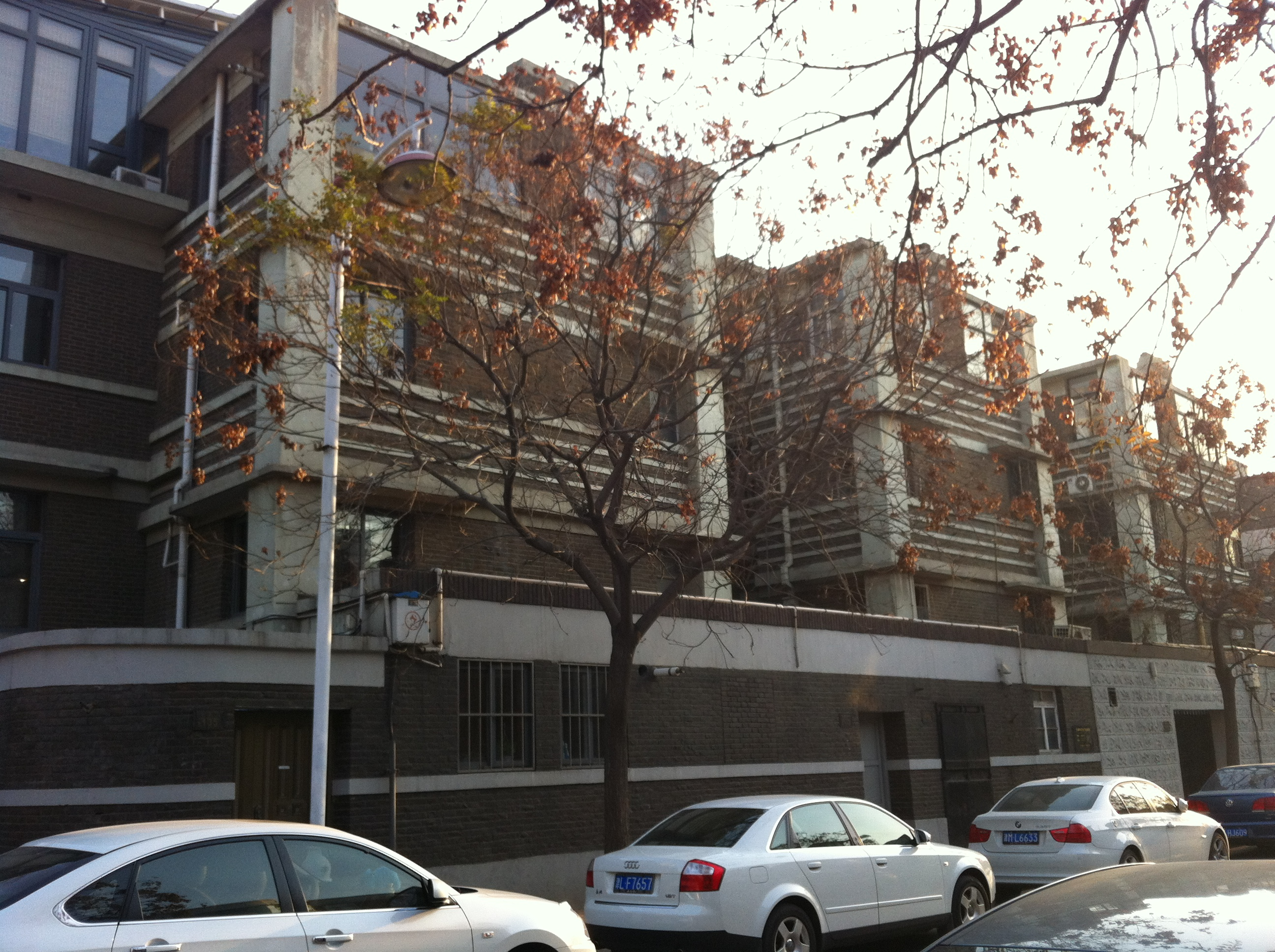
重庆道135-145号

## 内部链接
- 大兴邨